# Црква Рођења Пресвете Богородице у Шљивовици
Црква Рођења Пресвете Богородице у Шљивовици, насељеном месту на територији општине Чајетина, подигнута је 1938. године и припада Епархији жичкој Српске православне цркве.
Црква посвећена Рођењу Пресвете Богородице, подигнута је у западном делу села, на месту Сједаљка на коме се налазила стара дрвена капела. Саграђена је по пројекту архитекте Момира Коруновића, средствима мештана и уз помоћ митрополита Јосифа Цвијовића и епископ Николаја Велимировића. Почетак Другог светског рата омео је завршетак цркве, па се на наставак радова дуго чекало. Црква је освештана тек 1956. године.

## Архитектура цркве
Црква је пројектована по узору на цркву манастира Преображење у Овчарско-кабларској клисури и може се сматрати њеном копијом. То је једнобродна грађевина која се на истоку завршава полукружном апсидом, а на западу припратом у облику правоугаоног трема са стубовима. Северна и јужна страна оивичене су тремовима са масивним стубовима, по пет на свакој страни, полукружно засведеним, што подсећа на византијски утицај у архитектури. Црква је надвишена широком октогоналном куполом, са правилно распоређеним прозорима, на великом коцкастом постољу. 
Године 1955. урађен је иконостас од дрвета са иконама сликара Јарослава Кратине из Београда. Свака икона има свог приложника са убележеном 1955. годином. Улазни трем је застакљен 90-тих година 20. века. Током јесени 2014. године у цркви је замењен стари камени под, новим подом од гранитних плоча. На фасади, изнад главног портала, налази се композиција Рођење Пресвете Богородице.